# 王晓玲
王晓玲（1955年7月21日—）中国山东省烟台市牟平区人，曾从事护士、技师、教员、中共广州市委干部等职业，并担任广东省人大代表。王晓玲是中共前政治局常委曾庆红妻子王凤清的侄女，并依靠曾庆红的关系一路高升。据称，提拔她的人为时任广州市长、市委书记的林树森。2013年至2014年，涉嫌违法犯罪，遭多次实名举报。

## 简历
王晓玲1970年12月参加工作，是广州军区197医院护士，后到广州军区军医学校学习。1988年先后在广州市人民政府食品办任科员、康乐食品公司任秘书，1990年任广州市工商局科员。1991年，王晓玲仕途起步，从科员被提拔为广州市工商局开发区分局办公室副主任、主任。1999年2月后，担任广州市工商局副局长，2001年4月后，任党委书记。2003年3月后，王晓玲出任广州市副市长，2007年7月任广州市委常委、宣传部长，2011年12月调任纪委书记。2015年10月卸任。

## 造假门
王晓玲在2011年当选为广州市纪委书记时曾被外界质疑其履历造假，广州当时的政府官网公布的简历显示，她在15岁就成为军医学校的教员，33岁升职为广州工商局党委书记。网民质疑15岁的未成年人就能当教员，简历明显造假。遭投诉后，广州市人民政府迅速将王晓玲的简历修改。同时，各个论坛和微博上的截图被删除。香港《苹果日报》报道称，王晓玲的履歷是研究生，但她写開會材料都成问题，一次開會在台上念報告，突然冒出一句：「這句子寫得這麼長，怎麼讀啊」。

## 遭举报
原广州日报社社长戴玉庆的妻子杨兰凌2013年年底对王晓玲进行实名举报，违法行为涵盖基建工程、经营管理等多个领域，其中一个事例涉及资本运作。2007年11月，《广州日报》借壳上市，在深圳证交所挂牌，简称“粤传媒”；2010年8月，粤传媒宣布收购实际控制人广州日报社42亿元人民币经营资产，报社经营资产实现整体上市。在收购重组前，证监会发现股票账户异常，戴玉庆收到相关通知。根据杨兰凌的举报描述，王晓玲的亲戚徐鹏于2010年上半年提前建仓，花费1.2亿资金在二级市场收购粤传媒1400万余股。徐鹏的妻子钱珏用2400余万元购入270余万股。粤传媒复牌后，连续10日涨停。徐鹏和妻子把股票全部卖出，获利7000余万元。财新网报道称粤传媒的公开资料与举报描述的交易相符，即2010年第一、二季度报告期末，徐、钱分别是第一和第四大流通股股东，而到了第三季度，二人从10大流通股股东中退出。
2014年3月28日，戴玉庆在涉嫌受贿一案的庭审上，举报王晓玲曾试图干预《广州日报》的经营业务，如安排亲属插手报业大厦项目。戴玉庆称自己曾多次抵制上级干预业务的正常开展，而招致打击报复。同年6月19日，戴玉庆的公诉方东莞市人民检察院当庭宣读了一份来自广州市人民检察院的情况说明：未发现王晓玲插手报业大厦工程，也没有证据证明徐鹏、钱钰（此前被质疑在买卖粤传媒过程中涉嫌内幕交易）与王晓玲是亲戚关系，认定戴玉庆所反映“举报情况”不实。